# Гилмор, Джеймс
Джеймс Ги́лмор (англ. James Gilmour; кит. 景雅各; 12 июня 1843, Кэткин, Шотландия, Британская империя — 21 мая 1891, Тяньцзинь, Цинская империя) — шотландский протестантский миссионер в империи Цин, член Лондонского миссионерского общества.

## Биография

### Ранние годы и образование
Джеймс Гилмор родился 12 июня 1843 года в семье Джеймса и Элизабет Петтигрю Гилморов третьим из шести сыновей в поместье Кэткин, недалеко от Глазго. Члены семьи Гилморов были известны как ревностные последователи протестантского конгрегационализма. Джеймс получил хорошее школьное образование в Глазго и поступил в Глазговский университет, где учился очень прилежно, особенно преуспевая в латыни и греческом языке. В 1867 году получил степень бакалавра, в 1868 году — магистра. В университетские годы Гилмор стал убеждённым христианином.
После университета Гилмор решил стать миссионером и предложил свою кандидатуру Лондонскому миссионерскому обществу, которое направило его на подготовку в Честнатский конгрегационный теологический колледж. Окончив его, Гилмор провёл год в миссионерской семинарии в Хайгейте, а в Лондоне выучился китайскому языку. 10 февраля 1870 года в Эдинбурге был назначен миссионером в Монголию, после чего 22 февраля отбыл из Ливерпуля в Китай на пароходе «Диомед», исполняя во время плавания обязанности капеллана.

### Первое путешествие в Монголию
Гилмор прибыл в Пекин 18 мая 1870 года, однако из-за июньской резни обвинённых в насылании засухи католиков-французов в соседнем Тяньцзине Гилмор был вынужден отложить поездку в Монголию до конца июля. 27 августа Гилмор выехал в Халху из Калгана в сопровождении русского почтмейстера и через месяц добрался до Кяхты, однако оказалось, что его устаревший паспорт не принимается на российской границе. Гилмор был вынужден поселиться в доме местного шотландского торговца Гранта и использовал время ожидания нового паспорта из Пекина для обучения монгольскому языку, наняв учителя. В конце 1870 года Гилмор покинул Кяхту, поселившись в юрте заинтересовавшегося христианством бессемейного монгола, контрактора Гранта, рядом с которым проживали двое лам. В этой компании Гилмор провёл три месяца, изучая язык и пытаясь проповедовать, пока не получил паспорт.

Я дал ламе книгу (катехизис) в субботу, и, когда навестил его во вторник, оказалось, что он прочёл её уже дважды. У него были вопросы ко мне; сперва он заставлял меня признать некое исходное положение, а затем оспаривал его. Особенно его поражало то, что Христос восседает одесную Бога. Если Бог не имеет формы, то как кто бы то ни было может быть по правую руку от него? И, опять же, если Бог пребывает повсюду, то и Христос оказывается, где бы он ни был, и по правую, и по левую сторону от Бога, как такое может быть? Вездесущность изумляла. Был ли Бог в этом горшке, в этой юрте, в его сапоге? Он что, наступает на Бога? Был ли Бог в его чайнике? Не обжигает ли тогда его чай? И если Бог в чайнике, не становится ли чайник живым? Так он преподнёс хохочущей аудитории чайник как новый вид животного. Я спросил его, сделался бы чайник живым, если бы в него залетела муха? «Нет», — отвечал он, — «Ведь она не занимает всю полость чайника, как это должен был бы сделать Бог»…— из дневниковых записей Гилмора
В марте Гилмор посетил Селенгинск, затем — Иркутск, где задержался на три месяца, и в конце концов вернулся в Калган. Летом следующего года Гилмор вместе с Джозефом Эдкинсом, английским протестантским миссионером в Китае, посетил буддийскую святыню Утайшань. Британские миссионеры интересовали паломников-монголов большей частью как источник занятия денег в долг. Гилмор старался привлечь монголов в христианство через лечение несложных болезней, однако к концу 1874 года так и не сумел крестить ни одного монгола.

### Жизнь в Пекине
В январе 1874 года Гилмор, решив жениться, написал письмо с предложением к Эмили Прэнкард, сестре знакомой англичанки, живущей в Пекине. Несмотря на то, что Гилмор видел свою невесту лишь на фотографии и совершенно не был с нею знаком, из Лондона пришло письмо с согласием, после того, как Эмили познакомилась с родителями жениха. 8 декабря 1874 года, через неделю после её прибытия в Тяньцзинь, Гилмор женился. Первый год супружеской жизни Гилмор провёл в Пекине, изредка выезжая на крупные ярмарки, и лишь 7 апреля 1876 года вновь отправился в Гоби, сопровождаемый женой, однако вернулся всего через полгода. В Пекине Гилмор подготовил несколько рассказов о своих странствиях.
Во время голода в Сяошане, в пяти днях езды от Тяньцзиня, Гилмору удалось вовлечь несколько сотен китайцев в пение христианских песен, которые он считал легчайшим способом христианизации. Последующей зимой Гилмор нашёл в Пекине несколько домов, где зимовали монголы, и разносил и продавал им Библии, разговаривая с ними о Христе и иногда декламируя им Евангелие. Однако его слава лекаря сослужила ему дурную службу, так как монголы обращались к нему в основном по различным бытовым нуждам: «Один хочет поумнеть, другой располнеть, третий вылечиться от безумия, или от табака, или от водки, или от страсти к чаю. Большинство мужчин хочет снадобье для роста бороды, ну и почти каждый мужчина, женщина и ребёнок хочет, чтобы его кожа отбелилась настолько, чтобы быть как у иностранца».
В 1882 году Гилморы навестили родных в Англии. Здесь же Гилмор опубликовал свою книгу «Среди монголов» (англ. Among the Mongols), имевшую успех у публики, и вернулся в Пекин в конце 1883 года.
В начале 1884 года Гилмор пешком отправился в очередной поход в Монголию, во время которого сумел обратить в христианство одного давно интересовавшегося этой религией монгола. 19 сентября 1885 года в Пекине умерла Эмили Гилмор; год спустя оба их сына отбыли в Англию. В течение четырёх последующих лет Гилмор выезжал в Монголию, где занимался фельдшерством и распродажей Библий. В 1889 году Лондонское миссионерское общество отправило его в побывку на родину, где он опубликовал свою очередную книгу, «Гилмор и его мальчики» (англ. Gilmour and His Boys). По возвращении в Китай 14 мая 1890 года Гилмор получил почётный пост председателя комитета Северо-Китайского отдела общества. Умер от тифа 21 мая 1891 года.